# Кугеевское сельское поселение (Чувашия)
Кугеевское се́льское поселе́ние — упразднённое муниципальное образование в Мариинско-Посадском районе Чувашии Российской Федерации.
Административным центром являлась — деревня Кугеево.

## История
Статус и границы сельского поселения установлены Законом Чувашской Республики от 24 ноября 2004 года № 37 «Об установлении границ муниципальных образований Чувашской Республики и наделении их статусом городского, сельского поселения, муниципального района и городского округа»
Упразднено законом от 29 марта 2022 года в рамках преобразования муниципального района со всеми входившими в его состав поселениями путём их объединения в муниципальный округ[3].  

## Население
| 2010 | 2012 | 2013 | 2014 | 2015 | 2016 | 2017 |
| ---- | ---- | ---- | ---- | ---- | ---- | ---- |
| 792  | ↘757 | ↘748 | ↘724 | ↘714 | ↘701 | ↘689 |
| 2018 | 2019 | 2020 | 2021 |      |      |      |
| ↘663 | ↘630 | ↘621 | ↘607 |      |      |      |

## Состав сельского поселения
| № | Населённый пункт | Тип населённого пункта          | Население |
| - | ---------------- | ------------------------------- | --------- |
| 1 | Вторые Чекуры    | деревня                         | ↗43       |
| 2 | Кугеево          | деревня, административный центр | ↗470      |
| 3 | Кужмары          | деревня                         | ↗33       |
| 4 | Новое Байгулово  | деревня                         | ↗158      |
| 5 | Сатышево         | деревня                         | ↗74       |
| 6 | Шанары           | деревня                         | ↗237      |